# بوهدان دیکی
بوهدان دیکی (انگلیسی: Bohdan Dedyckiy; ۲۷ ژانویهٔ ۱۸۲۷ – ۱۹ ژانویهٔ ۱۹۰۹) روزنامه‌نگار، و نویسنده اهل امپراتوری اتریش بود.